# Витамин B6
Витамин В6 е водоразтворим витамин и е част от комплекс групата на витамин B. Няколко форми на витамин са известни, но пиридоксал фосфат (PLP) е активната форма и е кофактор в много реакции на амино-киселинния метаболизъм, включително трансаминиране, дезаминиране и декарбоксилиране. PLP също е необходимо за ензимната реакция, регулиращи освобождаването на глюкоза от гликоген.